# 상하이 음악 대학
상하이 음악 대학(상해음악학원, 중국어 간체자: 上海音乐学院, 정체자: 上海音樂學院, 병음: Shànghǎi Yīnyuè Xuéyuàn)은 중화인민공화국 상하이시 쉬후이구에 있는 국립 음악대학이다. 1927년 11월 27일에 차이위안페이와 샤오유메이에 의해 건설된 국립 상하이 음악원이 전신이다. 1956년 '상하이 음악 대학'으로 개칭되었다.